# 白坂依志夫
白坂 依志夫（しらさか よしお、1932年（昭和7年）9月1日 - 2015年（平成27年）1月2日）は、日本の脚本家である。本名︰八住 利義（やすみ としよし）。市川市が特別協力する水木洋子の名を冠した「市川市水木洋子シナリオ賞」選考委員長。日本シナリオ作家協会全部委託承継会員。

## 略歴
1932年（昭和7年）9月1日、東京府東京市（現在の東京都）に生まれる。父はロシア文学者から脚本家に転じ、映画脚本界の大御所として知られた八住利雄（1903年 - 1991年）、母の父（母方の祖父）が山本露葉（1879年 - 1928年）、母の実弟（母方の叔父）が山本夏彦（1915年 - 2002年）である。
中学生時代から、多作で知られた父のラジオドラマの脚本などを代作。成城学園高等学校卒業。早稲田大学文学部在学中は、左幸子や新東宝の若手俳優と劇団を結成し演劇活動に熱中するが、やがてアルバイトで脚本を書き始める。
1953年（昭和28年）に大学を中退。1955年（昭和30年）、大映東京撮影所に脚本家として入社する。ペンネームは、デビュー当時の阪神タイガースの二遊間コンビ、白坂長栄と吉田義男に由来するが、特にタイガース・ファンという訳ではなかった。
高校時代から交流があった三島由紀夫作品を原作とした『永すぎた春』（監督田中重雄、1957年）で注目され、1957年（昭和32年）、大映を退社し、各社と契約。『巨人と玩具』（監督増村保造、大映、1958年）、自らも出演した『野獣死すべし』（1959年、東宝、監督須川栄三）、『われらの時代』（監督蔵原惟繕、日活、1959年）と映画会社をまたにかけて、若々しい感性の作品をたてつづけに執筆し、日本映画界の若き才能として活躍する。また、1958年（昭和33年）にはテレビドラマにおいて、同年に完成した東京タワーを指す語をタイトルに、テレビの勃興を脅威に感じる映画界の人々を描く異色作『マンモスタワー』の脚本を執筆し、芸術祭奨励賞を受賞した。
同世代の若き文化人たち、大江健三郎、石原慎太郎、寺山修司、谷川俊太郎、武満徹、和田誠、伊丹十三らと盛んに交流した。増村保造とは名コンビとして、1978年（昭和53年）の『曽根崎心中』まで、多くの作品を作り続けた。大映倒産後には、増村映画のプロデューサーであった藤井浩明、増村とともに独立プロダクション「行動社」を起こした。
私生活ではプレイボーイとしても知られ、女優たちとの赤裸々な交際などを回顧したエッセイ『白坂依志夫の人間万華鏡』を月刊「シナリオ」誌に連載し、大いに話題を呼んだ。のちに別冊『脚本家白坂依志夫の世界 書いた!跳んだ!遊んだ!』としてまとめられた。門下生に石松愛弘、桂千穂がいる。中川三郎（1916年 - 2003年）の長女で女優の中川弘子（1936年 - ）と結婚したが、のちに離婚した。
2015年（平成27年）1月2日、肺炎のため、東京都内の自宅で死去した。満82歳没。葬儀は近親者のみで行い、喪主は長女の竹宮映子が務め、白坂の死はその4日後の同6日に報じられた。

## おもなフィルモグラフィ
白坂が手がけたおもな劇場用映画、テレビ映画の一覧である。
- 『永すぎた春』 : 監督田中重雄、1957年5月28日公開
- 『青空娘』: 監督増村保造、1957年10月8日公開　大映東京
- 『暖流』 : 監督増村保造、1957年12月1日公開
- 『巨人と玩具』 : 監督増村保造、1958年6月22日公開
- 『完全な遊戯』 : 監督舛田利雄、1958年11月12日公開
- 『マンモスタワー』 : 1958年11月16日放映（テレビ映画・東芝日曜劇場）
- 『最高殊勲夫人』：監督増村保造、1959年
- 『からっ風野郎』 : 監督増村保造、1960年3月23日公開 - 途中降板（脚本菊島隆三・安藤日出男）
- 『紐』 : 監督石川甫、1960年7月4日・同11日・同18日放映（テレビ映画・ナショナルゴールデン・アワー）
- 『バカヤロウの風景』 : 1960年8月12日放映（テレビ映画・サンヨーテレビ劇場）
- 『ドキュメントフィルム日本1960』 : 監督岡本愛彦、1960年11月25日放映（テレビ映画・サンヨーテレビ劇場）
- 『好色一代男』 : 監督増村保造、1961年3月21日公開
- 『黒の超特急』 : 監督増村保造、1964年10月31日公開（黒シリーズ） - 増村保造と共同で脚本
- 『大根と人参』 : 監督渋谷実、1965年1月3日公開
- 『東京オリンピック』 : 監督市川崑、1965年3月20日公開 - 和田夏十・谷川俊太郎・市川崑と共同で脚本
- 『けものみち』 : 監督須川栄三、1965年9月5日公開 - 須川栄三と共同で脚本
- 『第50回全国高校野球選手権大会 青春』 : 監督市川崑、1968年9月21日公開 - 井手雅人・谷川俊太郎・伊藤清と共同で脚本
- 『五人の野武士』第3回『女をつれて地獄へ行け』 : 監督内出好吉、1968年10月22日放映（テレビ映画）
- 『盲獣』 : 監督増村保造、1969年1月25日公開
- 『おさな妻』 : 監督臼坂礼次郎、1970年11月12日公開 - 安本莞二と共同で脚本
- 『木枯し紋次郎』第17話『無縁仏に明日を見た』 : 監督土屋啓之助、1972年5月20日放映（テレビ映画） - 大藪郁子と共同で脚本
- 『真夜中の警視』 : 1973年4月3日 - 同年5月15日放映（テレビ映画）
- 『トリプル捜査線』第5話『人気歌手・ギャング団の襲撃』 : 監督井上昭、1973年8月6日放映（テレビ映画）
- 『野獣死すべし 復讐のメカニック』 : 監督須川栄三、1974年6月15日公開 - 工藤裕弘・須川栄三と共同で脚本
- 『非情のライセンス』第22話『兇悪の夫婦』 : 監督松島稔、1975年2月27日放映（テレビ映画）
- 『動脈列島』 : 監督増村保造、1975年9月6日公開 - 増村保造と共同で脚本
- 『黄金の犬』 : 監督山根成之、1979年6月2日公開 - 加藤盟と共同で脚本
- 『曽根崎心中』 : 監督増村保造、1978年4月29日公開 - 増村保造と共同で脚本
- 『愛の嵐の中で』 : 監督小谷承靖、1978年4月29日公開 - 安本莞二と共同で脚本
- 『皮ジャン反抗族』 : 監督長谷部安春、1978年12月2日公開
- 『探偵物語』第10話『夜の仮面』 : 監督長谷部安春、1979年11月20日放映（テレビ映画）
- 『薔薇の標的』 : 監督村川透、1980年4月19日公開

## 参考資料
- 『脚本家 白坂依志夫の世界 書いた!跳んだ!遊んだ!』「シナリオ6月号別冊」日本シナリオ作家協会、2008年
- 『「月光仮面」を創った男たち』、樋口尚文、平凡社新書、2008年9月。ISBN 4582854354